# Mermithidae
Mermithidae zijn een familie van endoparasitaire rondwormen. In 1877 was de groep nog een van de negen subdivisies van de paardenhaarwormen.

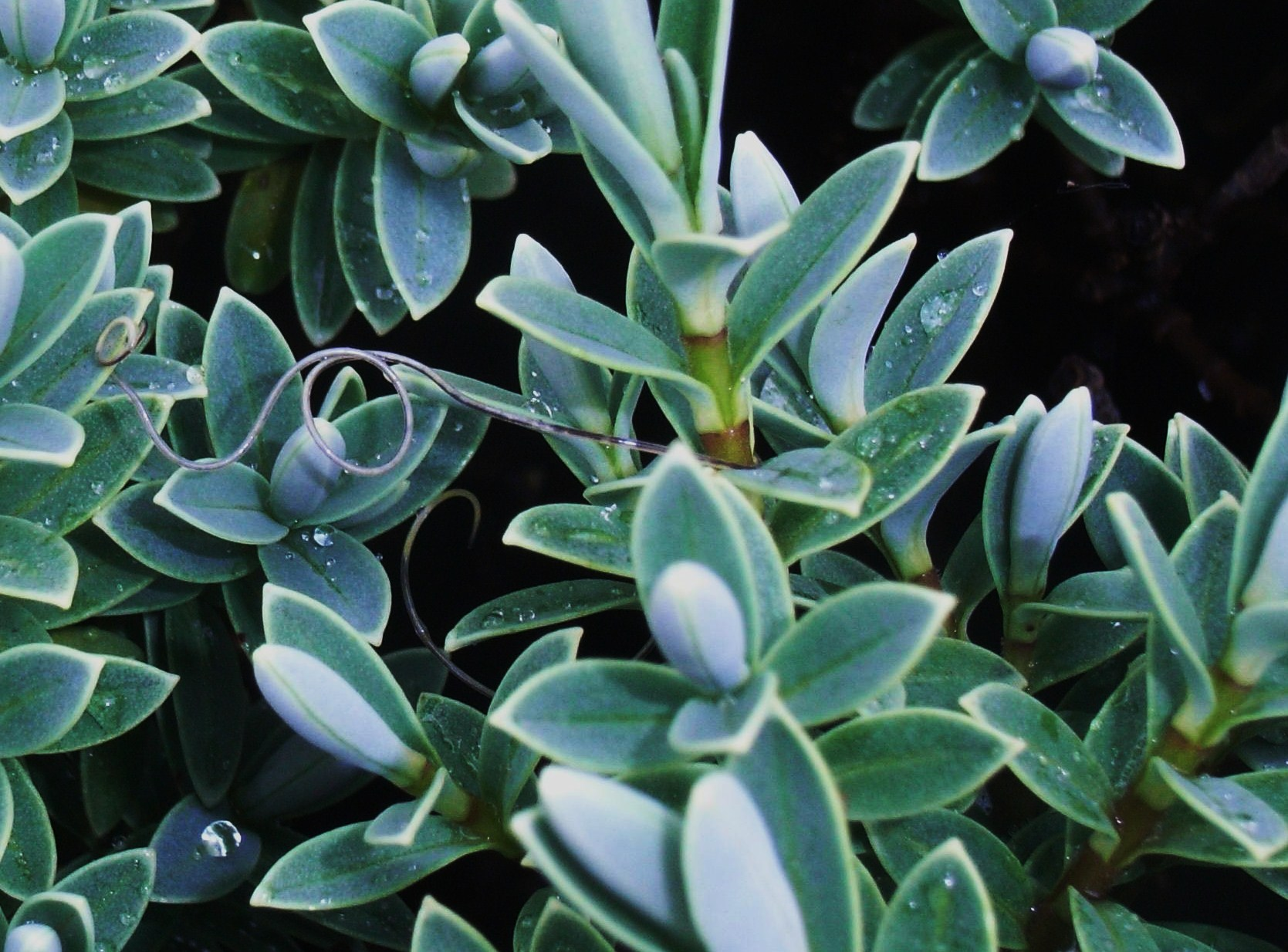
Een Mermithidae-rondworm op zoek naar een spin in de Hebe

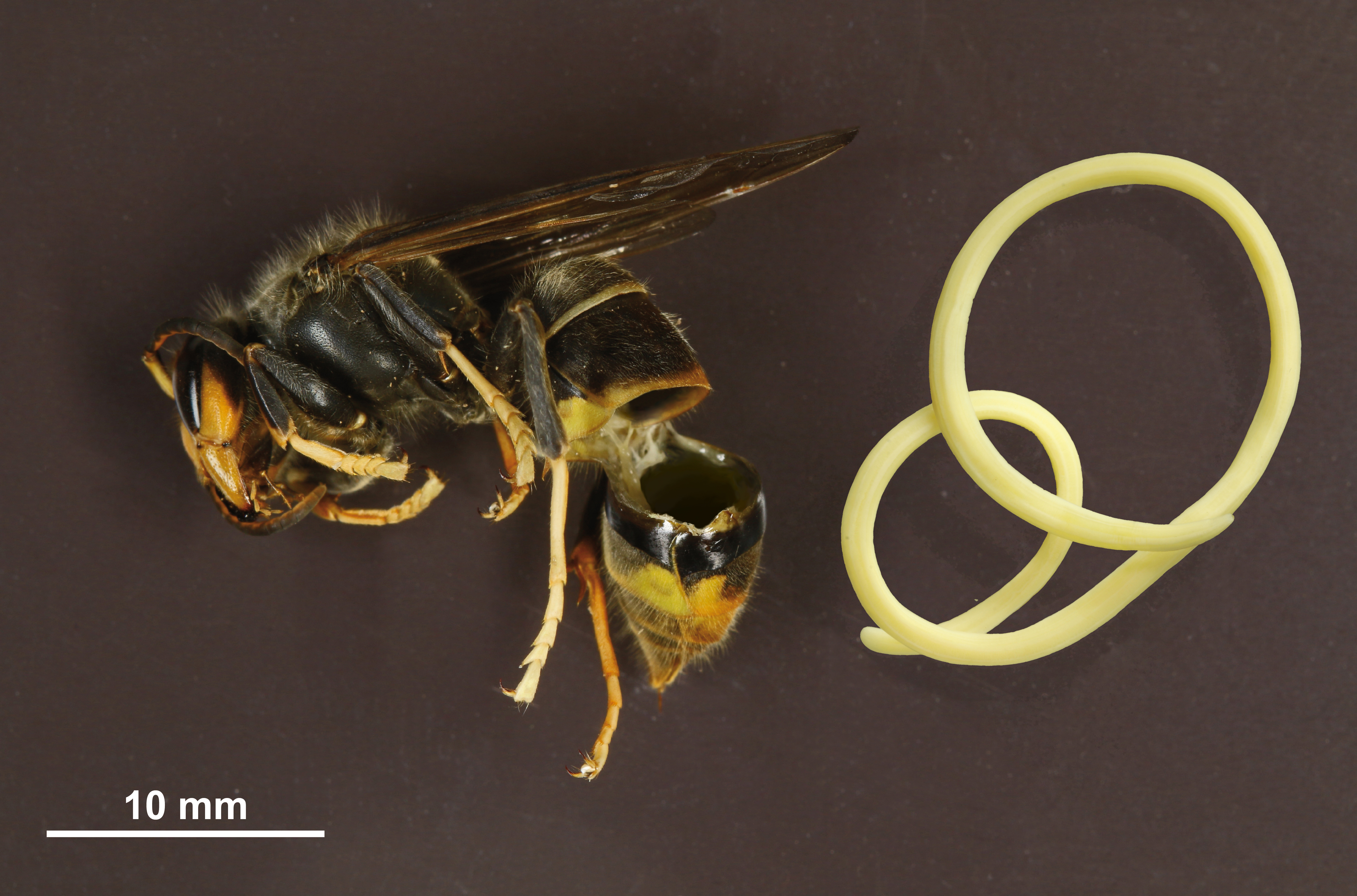
Mermithidae-rondworm bij een Aziatische hoornaar

De meeste soorten komen voor in insecten, maar er zijn ook enkele soorten die parasiteren op spinnen, schorpioenen, kreeftachtigen, ringwormen, bloedzuigers en slakken. Ook is er een gevonden in een spin in Baltisch barnsteen. Van de kreeftachtigen worden hoofdzakelijk de op het land levende kreeften zoals de pissebedden of de zoetwater vlokreeften (Gammaridae) geparasiteerd. Zeer zelden worden kreeften, die in zoutwater leven, geparasiteerd.
Van ten minste 25 soorten is bekend dat ze muggenlarven van steekmuggen en kriebelmuggen parasiteren, waardoor ze van groot belang zijn bij de biologische bestrijding van steekmuggen.
Een Mermithidae-soort, waarschijnlijk Pheromermis vesparum, werd in Frankrijk gevonden in de invasieve Aziatische hoornaar. De rondwormparasiet werd beschouwd als behorend tot de plaatselijke fauna en zich had aangepast aan de nieuwe gastheer. De auteurs concludeerden echter dat deze Mermithidae-soort de invasie van de Aziatische hoornaar niet kon belemmeren noch kon worden gebruikt bij biologische bestrijdingsprogramma's tegen deze invasieve soort.
Ze lijken qua levenscyclus uiterlijk sterk op haarwormen (Nematomorpha). Ze hebben een gladde cuticula vaak bestaande uit twee verschillende gekruiste lagen spiraalvormige vezels. 
De kop heeft meestal zes platte cefalische papillen en goed ontwikkelde amfiden. Het lichaam heeft zes of acht in de lengte lopende ribbels. Het spijsverteringskanaal van de jonge larven voorafgaand aan hun parasitaire leven is vergelijkbaar met dat van de vrijlevende aaltjes. In de parasitaire stadia is de slokdarm niet meer verbonden met de darm. Er wordt een trofosome middendarm gevormd, waarbij de wanden en het lumen van de darm verdwijnen. De vrouwtjes hebben geen anus. De slokdarm beslaat het vierde tot negende deel van het lichaam. Het voedsel wordt dan via de lichaamswand geabsorbeerd, zoals ook bij de paardenhaarwormen.
Na de larvale fasen verlaten de volwassen rondwormen vaak hun gastheer en leven ze verder in vochtige grond of in het water waar ze paren. De vrouwelijke genitale opening bevindt zich in het middengedeelte van het lichaam, terwijl de mannelijke opening zich aan de staartpunt bevindt en zichtbaar is door de een of twee aanwezige spicula. De eieren worden in het water of op het land gelegd en de pas uitgekomen larven zijn vrijlevend.

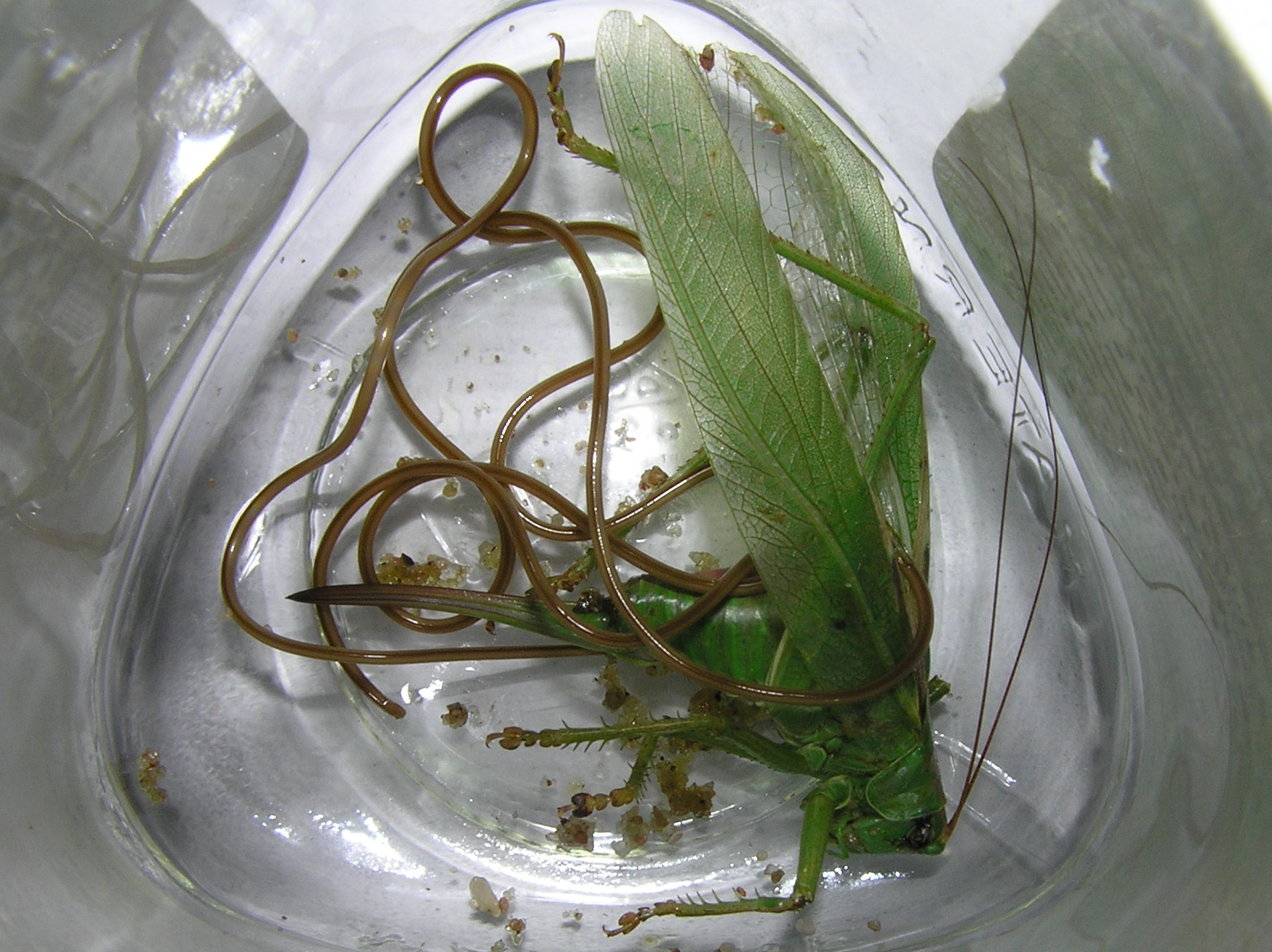
Mermis nigrescens in een grote groene sabelsprinkhaan

Mermithidae-soorten komen in insecten voor in alle levensfasen, van de larve tot de volwassen rondworm. Ze leven in de lichaamsholte en voeden zich met de voedingsstoffen in de hemolymfe van de insecten. In de gastheren groeien de rondwormen van 0,5 tot ongeveer 10 millimeter lengte, maar zelfs rondwormen met een veel grotere lengte wel tot 20 of 50 centimeter zijn niet ongewoon. In veel insecten, waaronder steekmuggen en kriebelmuggen, kunnen de rondwormen in grote aantallen voorkomen, waardoor ze ook interessant zijn voor de biologische bestrijding.

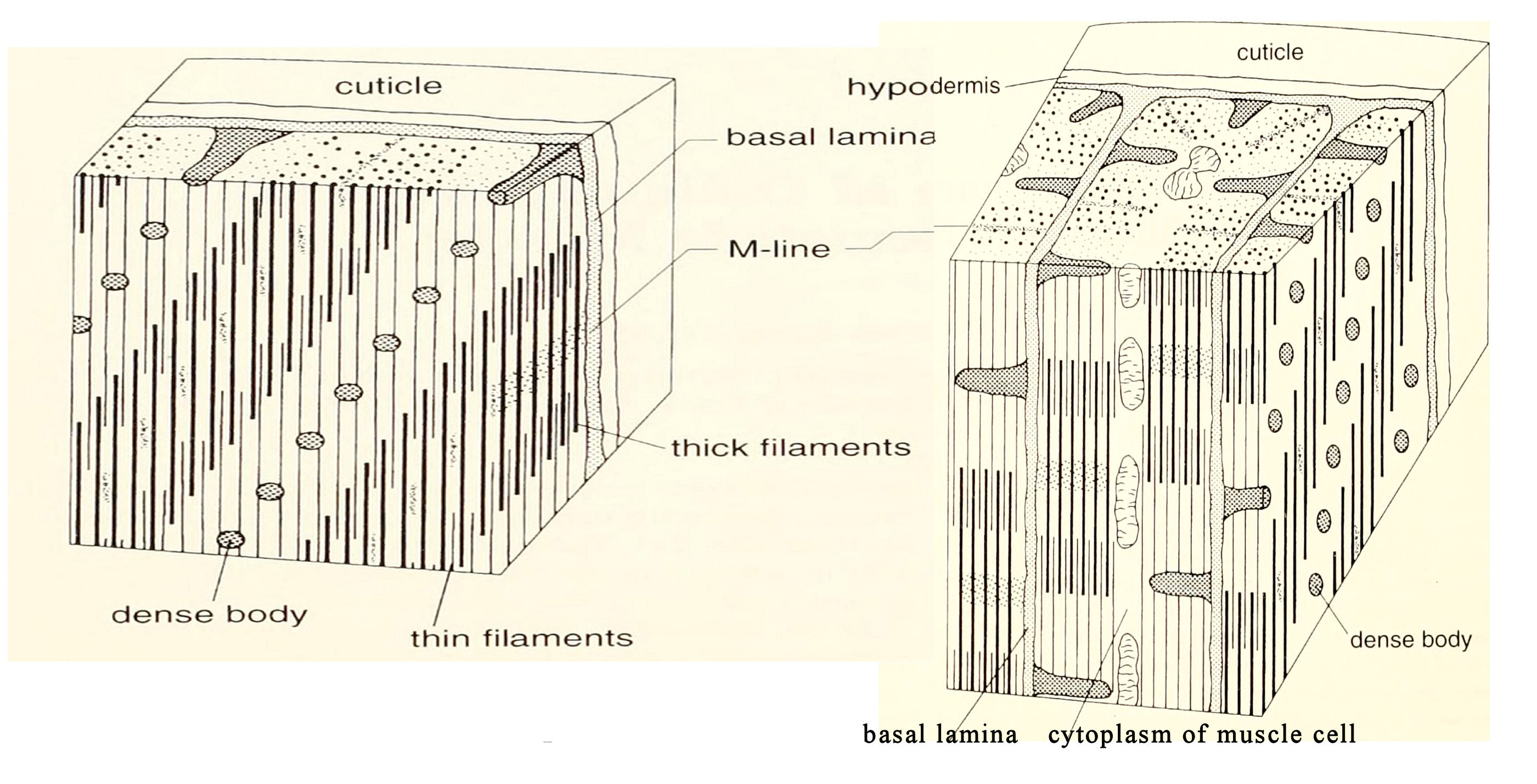
Spierlaag bij Mermis nigrescens (coelomyariaan) (rechts) en Caenorhabditis elegans (platymyariaan) (links). De M-line is het middelste deel van een myofibril

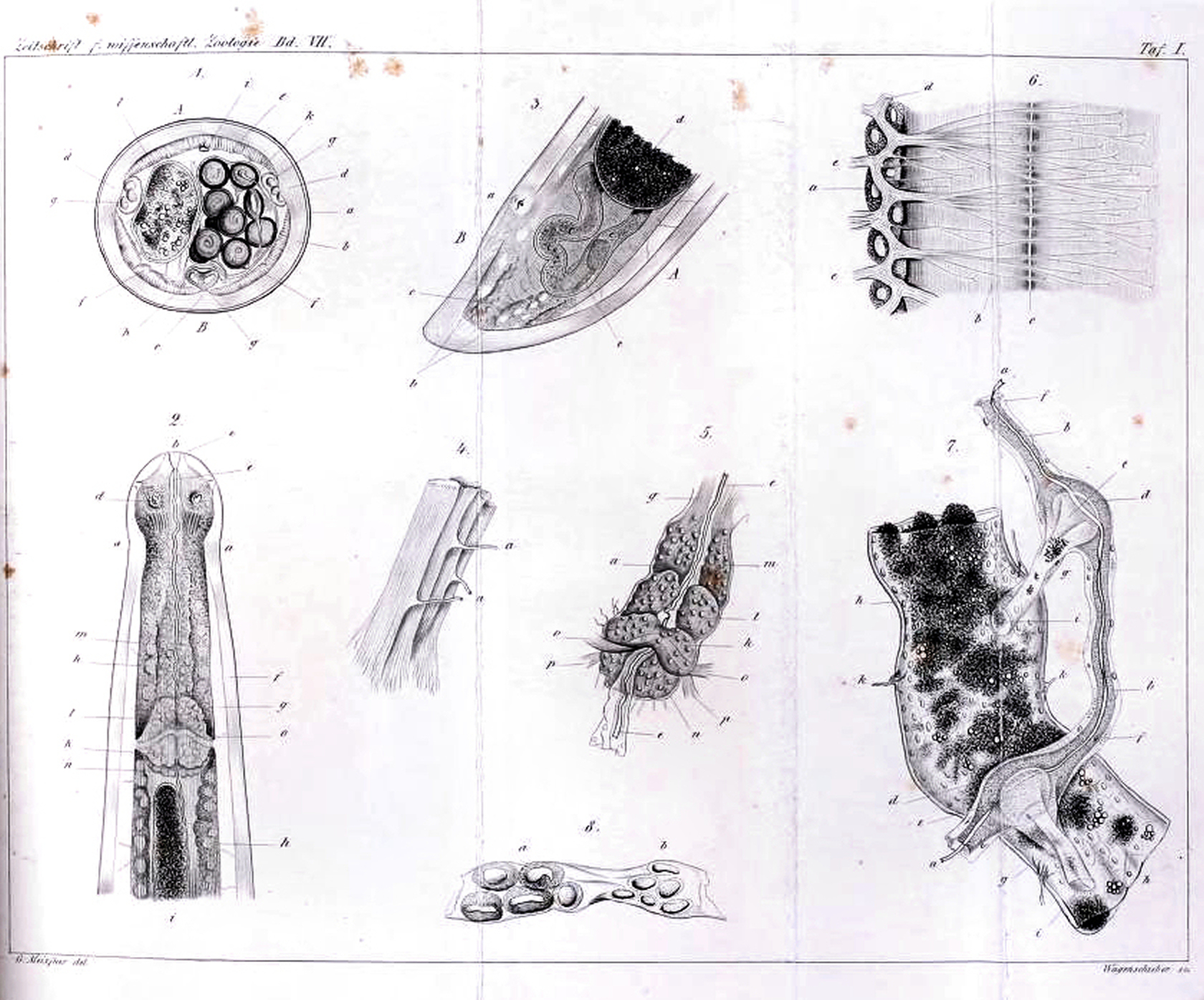
Mermis nigrescens. Fig. 1. Dwarsdoorsnede ongeveer in het midden van het lichaam. Fig. 2. Kopeind. Fig. 3. Staarteind Fig. 4. Enkele spiervezels. Fig. 5. Hersenen (Kopganglien en zenuwring) Fig: 6. Zenuwen verbonden met de spieren. Fig. 7. Verteringsstelsel. Fig. 8. Uitscheidingsorgaan.
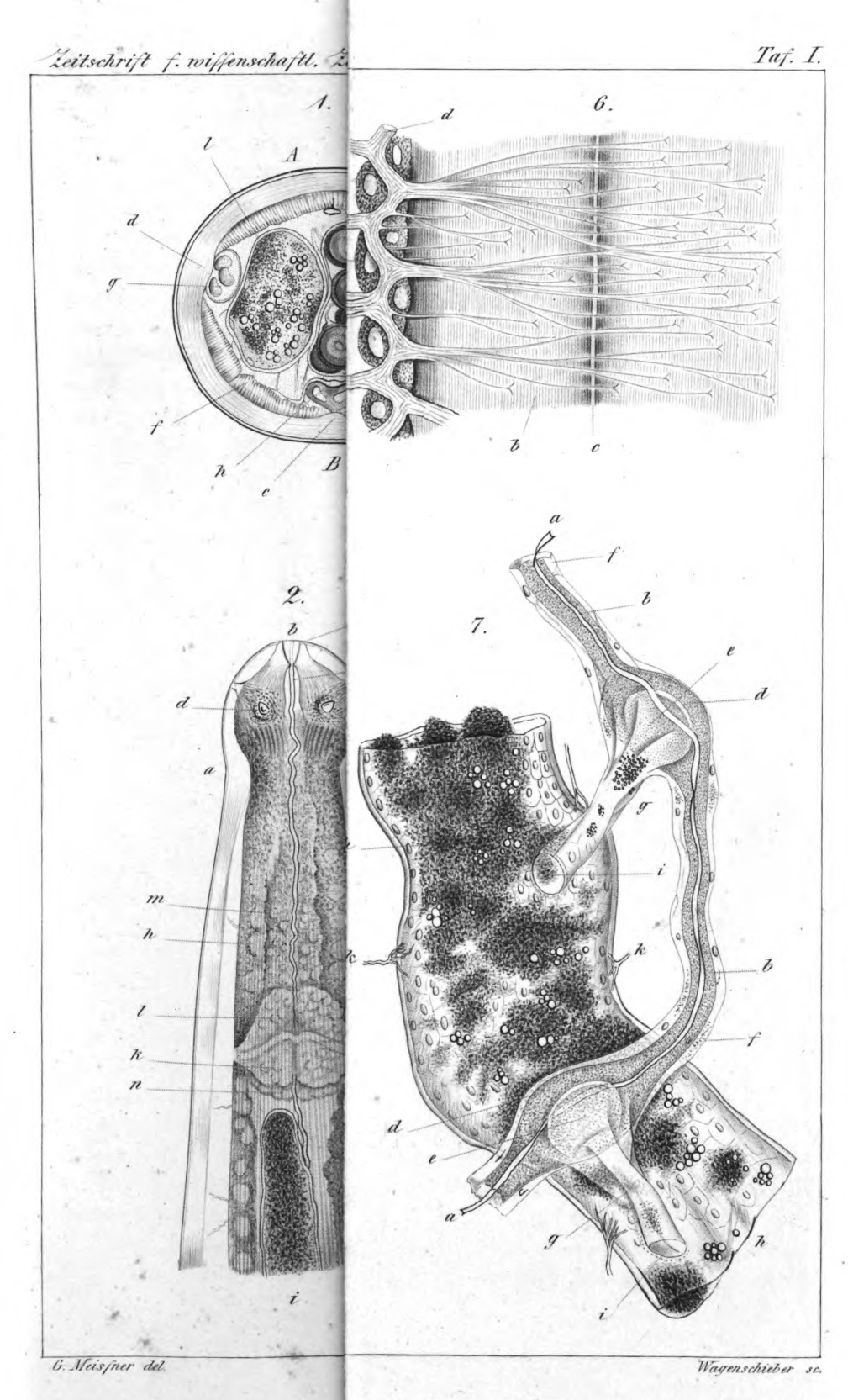
Mermis nigrescens. Fig. 1. Dwarsdoorsnede ongeveer in het midden van het lichaam. Fig. 2. Kopeind. Fig: 6. Zenuwen verbonden met de spieren. Fig. 7. Verteringsstelsel.

- Legenda: Fig. 1. Dwarsdoorsnede van Mermis nigrescens, ongeveer in het midden van het lichaam, A rugzijde;  B buikzijde; a cuticula en vezellaag, b corium (dermis); c longitudinale ribbels van het corium in de middellijn van de buik; d, d laterale longitudinale ribbels van het corium; e spierlaag van de rug; f f zij- of buikspierlagen; g g g de drie uitscheidingsorganen (celbuizen); h buikzenuwbaan; i rugzenuwbaan; baarmoeder gevuld met rijpe eieren; j vetlichaambuis. Fig. 2. Kop van M. nigr., Vanaf de buikzijde. a a zwakke insnijding, het dunste deel van het lichaam; ringvormige binnenwaartse uitstulping van het corium. Oorsprong van de spieren. Bruine zenuwband; b mondholte met mondopening; c ringvormige opening in het corium; d papillen (6); e slokdarm; f corium; g longitudinale spieren; h de twee laterale uitscheidingsorganen; i bovenste uiteinde van het vetlichaam, buis; keelring; Buikganglion van hetzelfde; l bruine kopganglia; m voorste kopganglia; n bovenste slokdarmganglion; o Wortels van de buikzenuwbaan. Fig. 3.  Staarteind van M. nigr., gezien vanaf de zijkant. A rugzijde; B buikzijde; a wrat met openingen in de huidlagen; b uiteinde van de cellenbuis; d uiteinde van de vetlichaambuis; e draaiing van de eierstok. Fig. 4. Enkele spierbanen (primitieve spierbundels), sterkere vergroting, a zenuwvezels met terminale driehoeken. Fig. 5. Hersenen (hoofdganglia en slokdarmring) geïsoleerd, gezien vanaf de buikzijde. (De letters die de ganglia kenmerken, komen overeen met die in Fig. 2.) a omhulsel van de hersenen; e slokdarm, omgeven door de binnenste en buitenste buis; k onder(buik-): ganglion van de slokdarmring; 1 achterste kopganglia; m voorkopganglia; n bovenste (rug-): ganglion van de slokdarmring; o wortels van de buikzenuwbaan; p wortels van de ruggenmergbaan; q vezelstrengen, die voortkomen uit de voorste kopganglia van voren ontspringen en naar de zes papillen gaand. Fig. 6. Zenuwverbreding op de spieren. a cellenbuis van de buik; b laterale of buikspierlaag; c middelste groef in hetzelfde; d buikzenuwbaan; e zijtakken van hetzelfde. Fig. 7. spijsverteringsstelsel. a slokdarmgroef (halfkanaal); b binnenste buis, die de slokdarm omgeeft, gevuld met sponsachtige substantie; d d zwelling van de binnenste buis; e e maagholte van binnen hetzelfde; f buitenste buis met vergrote kernen; g zijkanalen daarvan, die ontspringen over de maagholten en uitmonden in h vetlichaambuis; i met openingen erin, waar de zijkanalen uitmonden; k zenuwvezels. Fig, 8. Cellenbuis sterkere vergroting. a  met cellen met grote worstvormige glanzende kernen; b verder veranderde cellen.

## Levenscyclus vanMermis nigrescensals voorbeeld

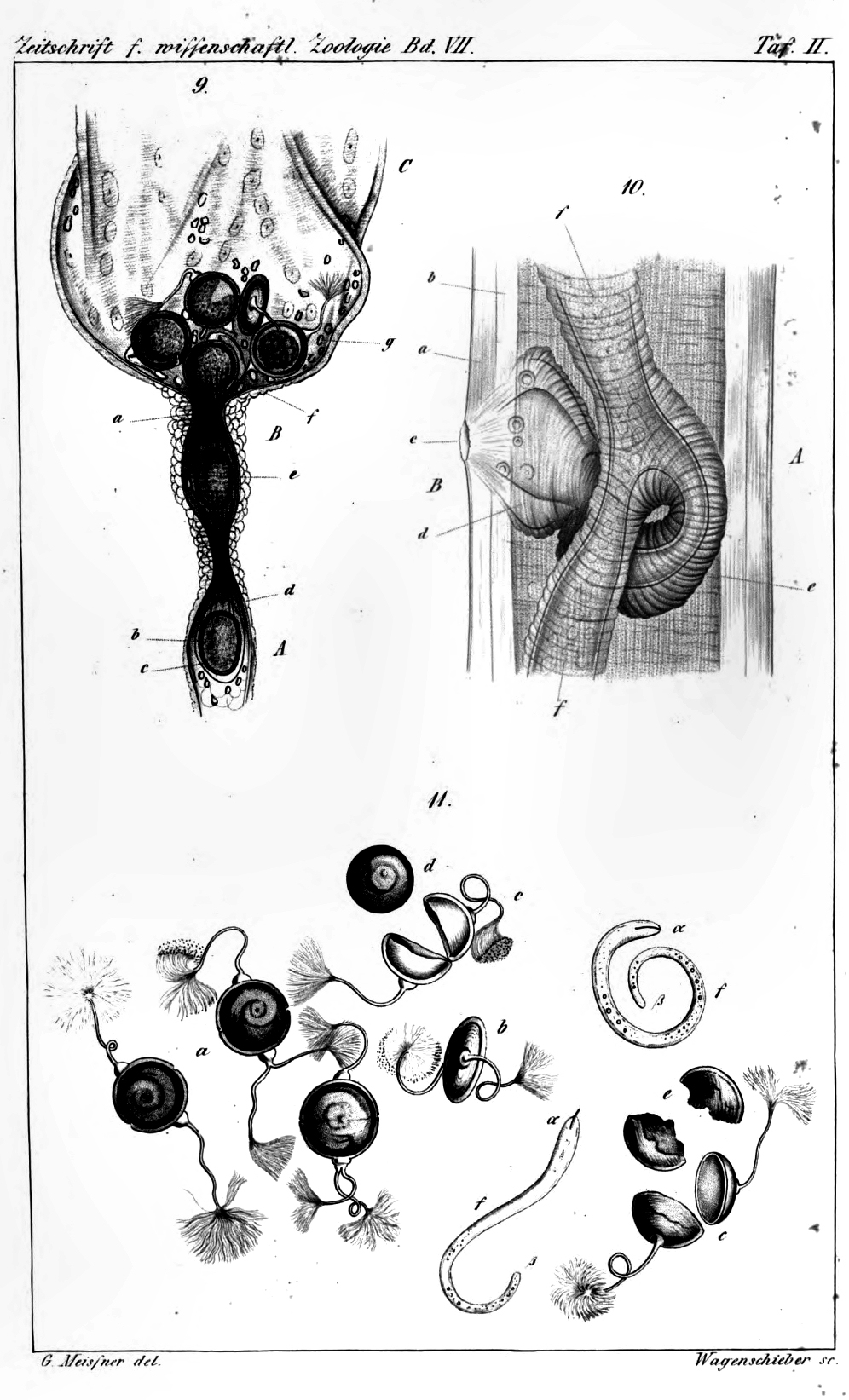
Links boven: eileider met rijpe eieren, rechts boven: c=vulva en e=vagina, f=baarmoeder, onder:eieren met bissi

Mermis nigrescens leeft in de vloeistof van de lichaamsholte (coeloom) van de sprinkhaan. De volwassen vrouwtjes leggen in het voorjaar tijdens regen of dauw hun 0,05 mm grote, bruine of roodachtig bruine eieren op de bladeren en als de sprinkhanen hiervan eten worden ze geïnfecteerd. De eieren zijn in het midden iets vernauwd en hebben aan de polen vertakte filamenten (byssus, meervoud byssi). De filamenten zijn vertakkingen van het eiwitmembraan van het ei. Als de bladeren opdrogen hechten de filamenten zich aan het blad. Na inname door de sprinkhaan komen de eieren snel uit en kruipen de larven met behulp van hun stilet door de darmwand en komen in de lichaamsholte van de sprinkhaan. Door de aanwezigheid van de larven wordt de ontwikkeling van de eierstokken geremd en gaat, voor of nadat de larven de sprinkhaan hebben verlaten, de sprinkhaan dood. De L2- en L3 larve voeden zich met voedingsstoffen uit de vloeistof in de lichaamsholte en nemen via de cuticula glucose op. De L2-larven zijn 0,24 mm lang en na negen dagen 0,25-0,33 mm lang, op de elfde dag 1,2-1,5 mm lang, op de twintigste dag 5,6 mm lang, op de tweeëndertigste dag 25 mm lang en op de zevenendertigste dag 50 mm lang. Als er veel larven in de sprinkhaan voorkomen of als deze klein is, kunnen ze trager groeien of door gebrek aan voedsel zelfs doodgaan. De sprinkhanen kunnen tijdens hun leven meerdere eieren binnenkrijgen, soms wel honderden wat een voortijdige dood tot gevolg kan hebben. De vrouwtjes blijven meestal maximaal 10 weken in de sprinkhaan. Daarna graven ze zich in de grond tot een diepte van 15–45 cm diep. Na 4 - 5 maanden in de grond is de L3-larve via de L4-larve volwassen. Ze kunnen echter ook als L3-dauerlarve tot drie jaar, maar meestal twee jaar, in de grond overblijven. In het voorjaar kruipt het vrouwtje uit de grond. Het volwassen vrouwtje eet niet.

## Systematiek
Er worden meer dan 50 geslachten onderscheiden. Bij het Integrated Taxonomic Information System (ITIS) staan de volgenden 20 geslachten vermeld:
- Aranimermis Poinar and Petersen, 1986
- Capitomermis Rubtsov, 1968
- Culicimermis Rubtsov and Isaeva, 1975
- Drilomermis Poinar and Petersen, 1978
- Empidomermis Poinar, 1977
- Gastromermis Micoletzky, 1923
- Heleidomermis Rubtsov, 1970
- Hydromermis Corti, 1902
- Isomermis Coman, 1953
- Lanceimermis Artyukhovsky, 1969
- Limnomermis Daday, 1911
- Mermis Dujardin, 1842
- Mesomermis Daday, 1911
- Octomyomermis Johnson, 1963
- Perutilimermis Nickle, 1972
- Pheromermis Poinar, Lane, Thomas, 1967
- Pseudomermis De Man, 1903
- Romanomermis Coman, 1961
- Strelkovimermis Rubtsov, 1969
- Vetus